# Struga (powiat chojnicki)
Struga – wieś w województwie pomorskim, w powiecie chojnickim, w gminie Czersk
Miejscowość wchodzi w skład sołectwa Klaskawa.
W latach 1975–1998 miejscowość administracyjnie należała do województwa bydgoskiego.